# Laphria chrysocephala
Laphria chrysocephala är en tvåvingeart som beskrevs av Johann Wilhelm Meigen 1820. Laphria chrysocephala ingår i släktet Laphria och familjen rovflugor. Inga underarter finns listade i Catalogue of Life.